# Лифшиц, Товий Борисович
Товий Борисович Лифшиц (латыш. Tovijs Lifšics; 29 апреля 1928, Рига, Латвия — 7 декабря 2015) — советский и латвийский дирижёр и скрипач. Народный артист Латвийской ССР (1988).

## Биография
По образованию скрипач, учился у Карла Брюкнера и Якова Таргонского. Окончил Вильнюсскую консерваторию. С 1951 года солист Латвийской государственной филармонии, одновременно преподавал в Елгавской музыкальной школе.
В 1967 году вместе с Эрнестом Бертовским участвовал в создании камерного оркестра Латвийской государственной филармонии, в 1969—1993 годах его художественный руководитель и главный дирижёр. Под руководством Лифшица коллектив широко гастролировал по всему миру, в качестве солистов с ним выступали ведущие музыканты России (Владимир Спиваков, Лазарь Берман, Наталия Гутман, Юрий Башмет) и Латвии (Петерис Сиполниекс, Айвар Калейс, Евгения Лисицына, Илзе Граубиня, фортепианный дуэт Нора Новик — Раффи Хараджанян и др.). Среди записей оркестра во главе с Лифшицем — классический репертуар (Иоганн Себастьян Бах, Георг Фридрих Гендель, Антонио Вивальди и др.) и композиторы Латвии (Петерис Васкс, Маргер Заринь, Янис Иванов).
В 1993—1997 годах директор Вагнеровского зала Латвийской филармонии. С 1997 года жил в Германии.

## Награды
- 1976 — Заслуженный деятель искусств Латвийской ССР[2].
- 1988 — Народный артист Латвийской ССР.
- 2005 — Офицер Ордена Трёх звёзд[3].
- 2011 — Большая музыкальная награда за жизненный вклад.